# Wybrzeże Trzebiatowskie
Wybrzeże Trzebiatowskie (313.22) – mezoregion fizycznogeograficzny Pobrzeża Szczecińskiego, obejmujący pas wybrzeża nad Zatoką Pomorską o długości 60 km od cieśniny Dziwny po Kołobrzeg.
Od południa przylega do Równiny Gryfickiej, a od wschodu (od doliny Parsęty) graniczy z Wybrzeżem Słowińskim. Na zachód znajduje się mezoregion wysp Uznam i Wolin.
Wybrzeże obejmuje obszar o powierzchni ok. 290 km², a długość linii brzegowej wynosi ok. 60 km. Wzdłuż brzegu nad Dziwną oraz od ujścia Regi po ujście Parsęty w Kołobrzegu ciągnie się pas wydm nadmorskich. Mierzeja Dziwny domyka częściowo połączenie cieśniny z Morzem Bałtyckim, a we wschodniej części wybrzeża przybrzeżna akumulacja piasków odcięła od morza jeziora Liwia Łuża i Resko Przymorskie.
Na wschód od Liwiej Łuży znajduje się zarastające jezioro Konarzewo (Bagno Pogorzelickie). We wschodnim krańcu wybrzeża, w odległości 4 km od brzegu znajduje się jezioro Borek.

## Rzeźba terenu

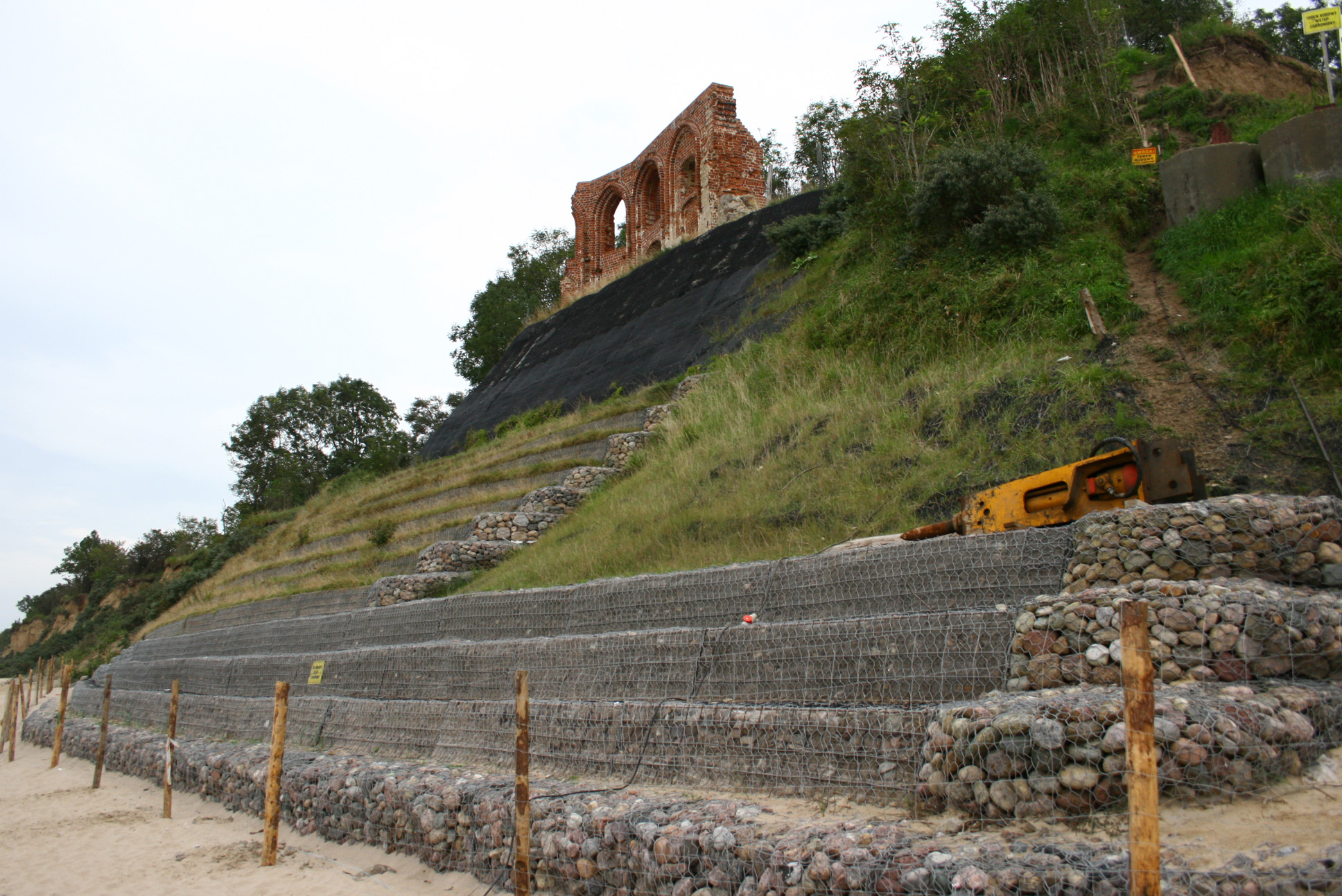
Klif i ruiny kościoła w Trzęsaczu

Środkową część Wybrzeża Trzebiatowskiego charakteryzują kępy morenowe, które są podcinane przez fale. Przykładem silnej abrazji są ruiny kościoła w Trzęsaczu z przełomu XIV/XV wieku, gdzie nad urwiskiem nadmorskim zachował się tylko fragment południowej ściany świątyni. W wyniku działań abrazyjnych w ciągu 500 lat nastąpiło przesunięcie linii brzegowej o tysiąc kilkaset metrów, czyli odległości w jakiej został zbudowany kościół od brzegu. Obecnie klif jest stale umacniany przez Urząd Morski w Szczecinie, by zapobiec dalszej abrazji fal sztormowych.
W rejonie od Rewala po zachodni fragment Niechorza znajduje się wysoczyzna moreny dennej podcięta od północy abrazyjną krawędzią wybrzeża klifowego. Od południa wysoczyzna ograniczona jest fragmentem marginalnej doliny rzeki Świniec. W obrębie rewalskiej kępy wysoczyznowej wysokości bezwzględne mają średnio 10–15 m n.p.m., a sięgają do 22 m n.p.m. (wzniesienie, na którym posadowiono latarnię w Niechorzu). Wysoczyzna jest zbudowana z glin zwałowych i piasków lodowcowych, tworzących płaską powierzchnię moreny dennej. Na zachód od Pustkowa wysoczyznę nadbudowują nadbrzeżne wały wydmowe oraz położone głębiej w ląd zespoły wydm lądowych, parabolicznych, tworzących wydłużone wały wydmowe o wysokości do 10 m.
Centralną część Niechorza i zachodnią część Pogorzelicy obejmuje mierzeja Liwii Łużej o szerokości od 400 m do 1200 m, która oddziela jezioro od wód Morza Bałtyckiego. Teren mierzei wznosi się na wysokość od 1 do 4 m n.p.m. i nadbudowany jest krótkimi wałami wydmowymi o wysokości do 10–12 m (do 15 m n.p.m.). Południowy, zatorfiony brzeg mierzei łagodnie opada do bardzo płytkiego jeziora przybrzeżnego. Do Liwii Łużej od strony południowej uchodzą cieki i rowy odwadniające dolinę przymorską (Liwia, Kanał Lądkowski, Liwka).
Nad morzem, na wschód od centralnej części Pogorzelicy, rozciąga się obszar intensywnej akumulacji eolicznej. W obszarze przybrzeżnym występują typowe nadmorskie wydmy wałowe o wysokości od 6 do 10 m n.p.m. Południowy brzeg akumulacji eolicznej opiera się o krawędź wysoczyzny na wschód od wsi Skalno, wznoszącej się do 32,4 m n.p.m. Dalej na wschód i południe, po ujście Regi rozciąga się zespół wysokich pagórów wydmowych wznoszących się na wysokość do 40,0 m n.p.m. (Lesica). Pomiędzy nimi występują niecki zagłębień deflacyjnych lub wąskie dolinki okresowo czynnych cieków.
Nazwane wzniesienia: Sowia Góra (35 m n.p.m.), Lesica (40 m n.p.m.), Cyganka (34 m n.p.m.). Mrówcze Góry są skupiskiem wzniesień od 10,7 do 22,0 m n.p.m., pośród których ulokowane są zabudowania jednostki wojskowej 78 Pułku Rakietowego Obrony Powietrznej.

## Wody przybrzeżne
W 2008 roku dokonano badań jakości wód przybrzeżnych Wybrzeża Trzebiatowskiego w dwóch stanowiskach. Elementy fizykochemiczne wód oceniono na poniżej stanu dobrego. Udział substancji szczególnie szkodliwych zbadano tylko w pobliżu ujścia Regi, gdzie oceniono stan na dobry. Stan elementów biologicznych na stanowisku w gminie Rewal oceniono na słaby, a w pobliżu ujściu Regi na umiarkowany. Stan ekologiczny oceniono w pierwszym na słaby, a przy ujściu Regi na umiarkowany. W dwustopniowej skali inspektorat ocenił stan wody przybrzeżnej tego obszaru na zły.

## Przyroda

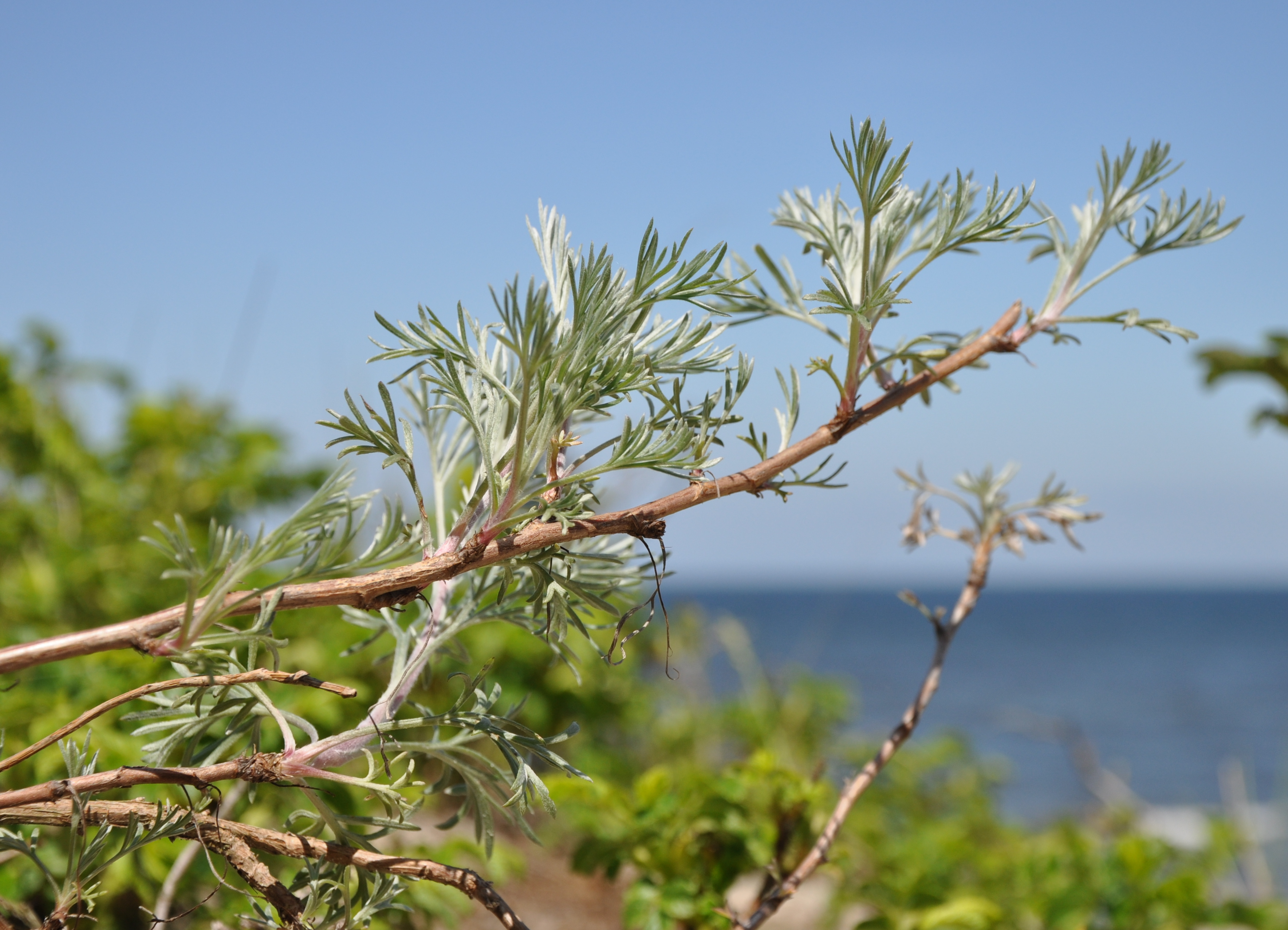
Bylica polna w odmianie nadmorskiej

Znaczną część mezoregionu obejmują dwa obszary sieci Natura 2000: Trzebiatowsko-Kołobrzeski Pas Nadmorski oraz obszar specjalnej ochrony ptaków "Wybrzeże Trzebiatowskie”.
Na obszarze wybrzeża ustanowiono 5 rezerwatów przyrody. Pierwszy rezerwat „Jezioro Liwia Łuża” jest miejscem lęgowym łabędzi i ostoją ptactwa wodnego.
Drugi florystyczny rezerwat „Roby” ma na celu ochronę stanowisk roślin naczyniowych i zarodnikowych.
We wschodniej części wybrzeża utworzono rezerwat leśny „Nadmorski bór bażynowy w Mrzeżynie”, którego celem ochrony przyrody jest zachowanie w pełni wykształconego zbiorowiska leśnego boru bażynowego na typowym siedlisku wydm nadmorskich.
W zachodniej części wybrzeża powołano dwa rezerwaty „Klif w Dziwnówku” i „Klif w Łukięcinie”, chroniące klify na wybrzeżu Bałtyku.
Fitocenozy na Wybrzeżu Trzebiatowskim odróżnia nieznaczny udział wrzośca bagiennego i brak woskownicy europejskiej, jednak posiadają one szereg specyficznych cech, dotyczących genezy, powiązań sukcesyjnych i struktury gatunkowej, charakterystycznych dla nadmorskich borów bagiennych.

## Zagospodarowanie

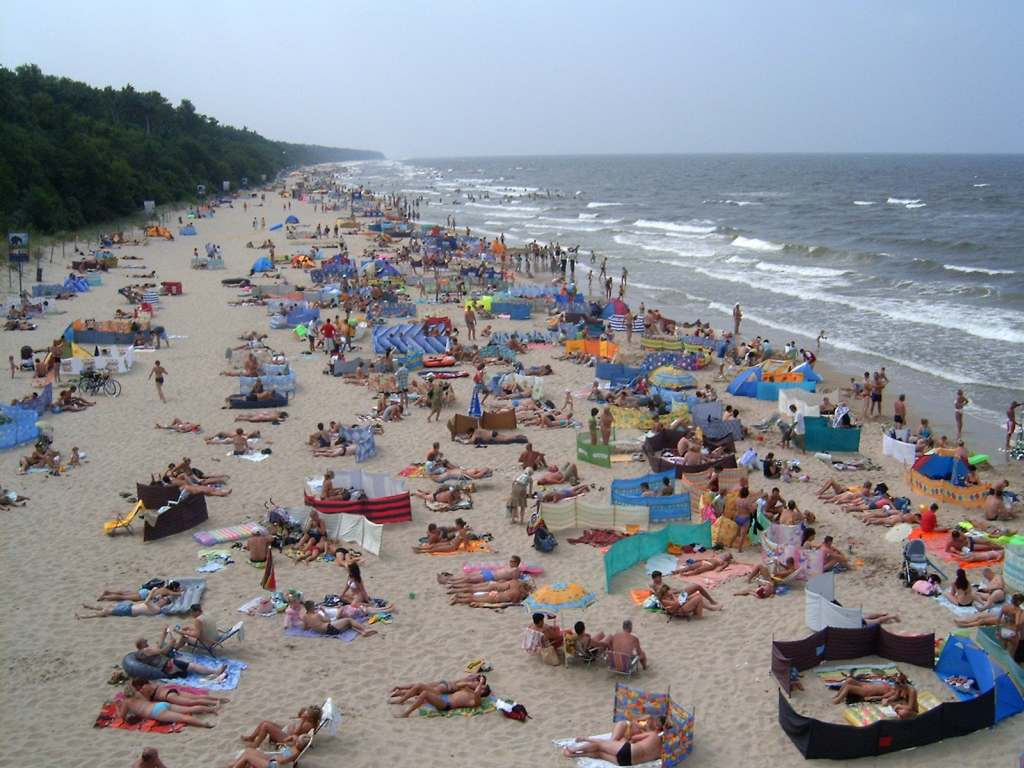
Kąpielisko w Pobierowie

Wybrzeże Trzebiatowskie znajduje się na uboczu głównych szlaków komunikacyjnych, jednakże jest wykorzystywane w sezonie letnim na potrzeby turystyki i rekreacji.
Na Wybrzeżu Trzebiatowskim położone są kąpieliska: Dziwnów, Dziwnówek, Łukęcin, Pobierowo, Rewal, Niechorze, Pogorzelica, Mrzeżyno, Dźwirzyno, Grzybowo.
Na wybrzeżu ulokowane są 3 porty morskie: port Dziwnów, port Mrzeżyno, port Dźwirzyno oraz 2 przystanie morskie w Rewalu i Niechorzu. Większość z nich jest wykorzystywana głównie przez rybaków.
Głównymi miastami mezoregionu są Trzebiatów, Kamień Pomorski i Dziwnów.

## Turystyka
Popularne miejsce letniego i weekendowego wypoczynku. Liczne ośrodki wypoczynkowe i gospodarstwa agroturystyczne. W Kamieniu Pomorskim uzdrowisko.
Wybrane atrakcje turystyczne i zabytki:
- Konkatedra św. Jana Chrzciciela w Kamieniu Pomorskim
- Kościół Macierzyństwa Najświętszej Marii Panny w Trzebiatowie
- Ruiny kościoła w Trzęsaczu
- Gryficka Kolej Wąskotorowa
- Latarnia Morska Niechorze
- Głaz Królewski
- Lędzin – wiatrak holenderski
- Falochrony w Dziwnowie i Mrzeżynie

### Szlaki turystyczne
Istniejące i projektowane szlaki turystyczne mezoregionu:
- Szlak Nadmorski
- Szlak Nad Bałtykiem i Zalewem Szczecińskim
- Szlak Pobrzeża Rewalskiego
- Szlak Liwiej Łuży
- Ścieżka historyczna Pobierowo-Pogorzelica
- Międzynarodowy szlak rowerowy wokół Bałtyku R-10

Ścieżki rowerowe Urzędu Gminy Rewal:
- Szlak rowerowy „Śladami Rybołówstwa Morskiego”
- Szlak rowerowy „Śladami Historii Niechorza”
- Szlak rowerowy „Jezioro Liwia Łuża”
- Szlak rowerowy „Leśnym Duktem”
- Szlak rowerowy „Wschodni Szlak Łącznikowy”